# Хорштет (Северна Фризија)
Хорштет (њем. Horstedt) град је у њемачкој савезној држави Шлезвиг-Холштајн. Једно је од 132 општинска средишта округа Нордфризланд. Према процјени из 2010. у граду је живјело 756 становника. Посједује регионалну шифру (AGS) 1054052.

## Географски и демографски подаци
Хорштет се налази у савезној држави Шлезвиг-Холштајн у округу Нордфризланд. Град се налази на надморској висини од 9 метара. Површина општине износи 11,7 km². У самом граду је, према процјени из 2010. године, живјело 756 становника. Просјечна густина становништва износи 65 становника/km².